# Pyrinia erythrocephalata
Pyrinia optivata es una especie de polilla de la familia Geometridae. La especie fue descrita por primera vez por Achille Guenée habiendo sido descrita en 1858, con distribución en Brasil.

## Descripción
Es una polilla mediana de una envergadura de 35 milímetros (1,4 plg) de color amarillo pálido. La cabeza es de color rojo oxidado. Sus antenas son peinadas, las alas veteadas de óxido, con una línea recta oblicua de color rojo óxido y una mancha posterior de color rojo óxido. La parte posterior de las alas está cubierta con dos líneas de color rojo óxido.